# Magyardombegyház
Magyardombegyház é um município da Hungria, situado no condado de Békés. Tem 7,65 km² de área e sua população em 2015 foi estimada em 237 habitantes.